# جيف ماير (عازف قيثارة)
جيف ماير (بالإنجليزية: Jeffrey Meyer)‏ هو عازف قيثارة أمريكي، ولد في 1979.